# Wacław Latocha
Wacław Latocha (Komorniki, 25 de octubre de 1936–Łódź, 27 de abril de 2006) fue un deportista polaco que compitió en ciclismo en la modalidad de pista. Ganó una medalla de plata en el Campeonato Mundial de Ciclismo en Pista de 1967, en la prueba del kilómetro contrarreloj.
Participó en dos Juegos Olímpicos de Verano, ocupando el quinto lugar en México 1968, en la prueba de persecución por equipos, y el séptimo lugar en Tokio 1964, en el kilómetro contrarreloj.

## Medallero internacional
| Campeonato Mundial | Campeonato Mundial        | Campeonato Mundial | Campeonato Mundial    |
| Año                | Lugar                     | Medalla            | Competición           |
| ------------------ | ------------------------- | ------------------ | --------------------- |
| 1967               | Ámsterdam ( Países Bajos) | Medalla de plata   | 1 km contrarreloj (A) |